# تصفيات كأس الأمم الإفريقية 2017 المجموعة د
المجموعة د من مسابقة تصفيات كأس الأمم الأفريقية لكرة القدم 2017 كانت واحدة من المجموعات الـ13 لتحديد الفرق التي تتأهل إلى نهائيات مسابقة كأس الأمم الأفريقية لكرة القدم 2017. تألفت المجموعة من أربعة فرق: بوركينا فاسو، أوغندا، بوتسوانا، و‌جزر القمر.
لعبت الفرق ضد بعضها البعض ذهاباً وإياباً بنظام التحدي، بين يونيو 2015 وسبتمبر 2016.
الفائزة بالمجموعة، بوركينا فاسو، تأهلت إلى كأس الأمم الأفريقية لكرة القدم 2017، بينما تأهلت أوغندا أيضًا نظراً لكونها حلت كأحد الوصيفين من حيث السجل الأفضل.

## الترتيب
| م | الفريق       | لعب | ف | ت | خ | أ.له | أ.ع | أ.ف | نقاط | التأهل            |     |     |     |     |     |
| - | ------------ | --- | - | - | - | ---- | --- | --- | ---- | ----------------- | --- | --- | --- | --- | --- |
| 1 | بوركينا فاسو | 6   | 4 | 1 | 1 | 6    | 2   | +4  | 13   | المسابقة النهائية |     | —   | 1–0 | 2–1 | 2–0 |
| 2 | أوغندا       | 6   | 4 | 1 | 1 | 6    | 2   | +4  | 13   | المسابقة النهائية |     | 0–0 | —   | 2–0 | 1–0 |
| 3 | بوتسوانا     | 6   | 2 | 0 | 4 | 5    | 8   | −3  | 6    |                   |     | 1–0 | 1–2 | —   | 2–1 |
| 4 | جزر القمر    | 6   | 1 | 0 | 5 | 2    | 7   | −5  | 3    |                   | 0–1 | 0–1 | 1–0 | —   |     |

## المباريات
| أوغندا                | 2–0   | بوتسوانا |
| --------------------- | ----- | -------- |
| ماسا 55' · أوموني 65' | تقرير |          |

| بوركينا فاسو          | 2–0   | جزر القمر |
| --------------------- | ----- | --------- |
| بانسي 60' · زونغو 70' | تقرير |           |

| جزر القمر | 0–1   | أوغندا     |
| --------- | ----- | ---------- |
|           | تقرير | ماويجي 26' |

| بوتسوانا     | 1–0   | بوركينا فاسو |
| ------------ | ----- | ------------ |
| موغوروسي 50' | تقرير |              |

| جزر القمر      | 1–0   | بوتسوانا |
| -------------- | ----- | -------- |
| بن نابوهان 59' | تقرير |          |

| بوركينا فاسو         | 1–0   | أوغندا |
| -------------------- | ----- | ------ |
| بيترويبا 60' (ركلة.) | تقرير |        |

| بوتسوانا                  | 2–1   | جزر القمر     |
| ------------------------- | ----- | ------------- |
| مويانا 48' · موغوروسي 87' | تقرير | متشانغاما 43' |

| أوغندا | 0–0   | بوركينا فاسو |
| ------ | ----- | ------------ |
|        | تقرير |              |

| بوتسوانا      | 1–2   | أوغندا                |
| ------------- | ----- | --------------------- |
| ماكغانتاي 50' | تقرير | كيزيتو 9' · أوتشو 53' |

| جزر القمر | 0–1   | بوركينا فاسو  |
| --------- | ----- | ------------- |
|           | تقرير | أ. تراوري 80' |

| بوركينا فاسو                 | 2–1   | بوتسوانا           |
| ---------------------------- | ----- | ------------------ |
| ناكولما 18' · دياواورا 90+9' | تقرير | سيسيني 80' (ركلة.) |

| أوغندا  | 1–0   | جزر القمر |
| ------- | ----- | --------- |
| ميا 36' | تقرير |           |

## مسجلو الأهداف
هدفين
- جويل موغوروسي

هدف واحد
- أونكابيتسي ماكغانتاي
- غالابغوي مويانا
- تابانغ سيسيني
- أريستيد بانسي
- بانو دياوارا
- بريجوس ناكولما
- جوناثان بيترويبا
- ألان تراوري
- جوناثان زونغو
- يوسف متشانغاما
- إل فاردو بن نابوهان
- خالد أوتشو
- لواغا كيزيتو
- غيوفري ماسا
- توني ماويجي
- فاروق ميا
- براين أوموني

## روابط خارجية
- Orange Africa Cup Of Nations Qualifiers 2017, CAFonline.com